# Leo Penn
Leonard Francis „Leo” Penn (Lawrence, Massachusetts, 1921. augusztus 27. – Santa Monica, Kalifornia, 1998. szeptember 5.) amerikai színész, filmproducer és rendező.

## Élete
1957-ben feleségül vette Eileen Ryan színésznőt, akitől három fia született: Michael Penn zenész (1958), valamint Sean Penn (1960) és Chris Penn (1965–2006) színészek.
Leo Penn 1998. szeptember 5-én, 77 éves korában Santa Monicában, Kalifornia államban halt meg tüdőrákban, és a kaliforniai Culver City-i Szent Kereszt Temetőben temették el.

## Válogatott filmográfia

### Rendező
- Dr. Kildare (1961)
- The Virginian (1962)
- Bob Hope Presents the Chrysler Theatre (1963)
- A Man Called Adam (1966)
- Star Trek (1966)
- Mannix (1967)
- Quarantined (1970)
- Owen Marshall, Counselor at Law (1971)
- Columbo (1971)
- The Girl with Something Extra (1973)
- Kojak (1973)
- Any Old Port in a Storm (1973)
- A farm, ahol élünk (1974)
- The Conspirators (1978)
- Meghökkentő mesék (1979)
- Hart to Hart (1979)
- Magnum (1980)
- Paper Dolls (1984)
- Ítélet Berlinben (1988)
- Columbo Goes to the Guillotine (1989)
- Halálbiztos diagnózis (1993)

### Színész
- Életünk legszebb évei (1946)
- Fall Guy (1947)
- Not Wanted (1949)
- The Undercover Man (1949)
- Navy Log (1955)
- The Story on Page One (1959)
- Az alcatrazi ember (1962)
- Starsky és Hutch (1975)
- The Return of Mickey Spillane's Mike Hammer (1986)
- Menekülés az éjszakába (1995)

## Fordítás
- Ez a szócikk részben vagy egészben  a   Leo Penn című angol Wikipédia-szócikk fordításán alapul.  Az eredeti cikk szerkesztőit annak laptörténete sorolja fel. Ez a jelzés csupán a megfogalmazás eredetét és a szerzői jogokat jelzi, nem szolgál a cikkben szereplő információk forrásmegjelöléseként.